# Трапани
Тра̀пани (на италиански: Trapani; на сицилиански Tràpani) e град и община, административен център на Свободния общински консорциум Трапани в регион Сицилия, Италия. Към 1 януари 2023 г. населението на общината е 55 816 жители, от които 2405 чужди граждани, сред които 12 български.
Намира се на границата между Тиренско и Средиземно море и затова е наричан „Град сред две морета“. С течение на времето развива процъфтяваща икономическа дейност, свързана с добива и търговията със сол, възползвайки се от естественото си местоположение на  Средиземно море и от пристанището си – древен търговски излаз за Ерикс (днешно Ериче), разположено на едноименната планина над Трапани (Монте Ериче). Икономиката днес се основава на третичния сектор, на риболова (в древни времена този на червен тон с древната техника на риболов, нар. mattanza), на добива и на износа на мрамор, и на дейностите, свързани с търговията и туризма. 
През древността Трапани се е наричал Дрепана.

## География, административно деление и население
Трапани се намира в най-западната част на о-в Сицилия, на носа на древния Drepanum (на латински, от гръцкото Drepanon – Δρέπανον, сърп), предвид формата на полуострова, на който се намира градът. Към 1 януари 2023 г. общинската територия е обширна – 180,60 km², втората по големина в провинцията след тази на Марсала, с гъстота от 309,06 жители на km². Градът има средна надморска височина от 3 m.
Трапани се намира в най-северозападния край на острова, където се срещат Тиренско море и Сицилианско море, което се вижда от историческия паметник Кула „Лини“. В продължение на повече от 600 години крайбрежната кула лежи на това място, родена под испанско господство, за да се защитава срещу набези на корсари, а през Втората световна война е противовъздушна позиция. 
Общинската територия се пресича от река Кинизия. Островите Коломбая, Скольо Палумбо и сколи Порчели също са част от територията на Трапани.
Общината граничи със следните 7 общини: Пачеко, Ериче, Мизилишеми, Бузето Палицоло, Марсала, Калатафими Седжеста и Салеми. Намира се на 70 km от Палермо и на 230 km от Катания.
Има следните подселища: Фулгаторе, Ксита, Умари, Имаколатела, Мило, Борго Анунциата, Борго Фацио, Мокарта.

## Топоним
Митологията разказва, че коса, паднала от ръцете на Церера или на Сатурн – последният традиционен бог-покровител на града, се е променила в извит език на земята, върху който след това е възникнал градът, поради тази форма наречен именно Drepanon: „сърп“ на старогръцки. 
В „Енеида“ Вергилий разказва, че бащата на героя Еней – Анхис умира в Дрепанум и след като бяга от Дидона, троянският герой се завръща там, за да празнува игри – ludi novendiali.

## История

### Основаване
Основателите на първото селище в Трапани вероятно са елимите – народ, заселил се в Западна Сицилия в праисторически времена, един от чиито основни центрове е Ерикс (днешно Ериче). Датата на основаването почти сигурно е преди падането на Троя (1184 г. пр.н.е.). Малкото селище Трапани би трябвало да е възникнало на остров, разделен от блатистия хинтерланд с плавателен канал, и играе ролята на търговско пристанище на Ерикс. Трапани скоро става град-емпориум благодарение на благоприятното си географско положение.

### Картагенско влияние
Между IX и VIII век пр.н.е. в Трапани се утвърждава пуническото влияние. По време на войните срещу гърците и Сиракуза през следващите векове Трапани е укрепен и остава твърд съюзник на Картаген. През 260 г. пр.н.е. Хамилкар Барка пристига в Сицилия, укрепва стените, нарежда да построят Земния замък (Castello di Terra), Кула „Пали“ и Кула „Пелиаде“ (или Коломбая) и прехвърля част от жителите на Ериче там. Генерал Адхербал, поставил общото командване на картагенските сили там, побеждава римляните в битката при Трапани. Дрепана (Трапани) и Лилибей (днешна Марсала) са една от последните картагенски крепости в Сицилия.

### От римляните до испанското господство
Важната му стратегическа позиция е използвана по време на Първата пуническа война, когато картагенците побеждават римската флота в битката при Трапани през 249 г. пр.н.е. Но няколко години по-късно, на 10 март 241 г. пр.н.е., Гай Лутаций Катул разбива картагенския флот в битката при Егадските острови, която слага край на войната. По този начин римляните завладяват града, латинизирайки името му на  Drepanum. Те се отнасят към сицилианските градове според поведението им по време на Пуническата война. Дрепанум е един от 26-те цензурни града (civitates censoriae), т.е. един от най-упоритите в съпротивата срещу римляните. Противопоставен на римляните, които не прощават лоялността му към Картаген, Трапани навлиза в период на упадък и се обезлюдява.
След римляните градът е доминиран от вандалите, а след това – от византийците. Градът постига голямо развитие през IX век сл.н.е. с арабите (които го наричат Itràbinis, Taràbanis, Tràpanesch) и с норманите (които го завладяват през 1077 г., водени от Роже I), като процъфтява търговски и културно: пристанището му се радва на голям кипеж, също и благодарение на Кръстоносните походи. През Средновековието то е едно от най-важните в Средиземноморието: всички най-мощни морски градове (Генуа, Пиза, Венеция, Амалфи) имат консулство в пристанището на Трапани и особено с Генуа и Пиза Трапани има споразумението да служи като междинна спирка до техните владения в Северна Африка.
През 1266 г. венецианската и генуезката флота се сблъскват пред пристанището на Трапани по време на войната на Свети Сава. Венецианците пленяват целия генуезки флот.
След кратък период под властта на Анжуйците Трапани участва активно във въстанието на Сицилианската вечерня, водено от Палмиеро Абате, преминавайки през 1282 г. в ръцете на Арагонците. 
През XIV и XV век градът се разраства и става най-важният икономически и политически център на Западна Сицилия. През 1478 г. арагонският крал Фернандо II Католикът дава на града титлата Invittissima в това отношение „заради славната съпротива, оказвана винаги на враговете на кралството“.
На 20 август 1535 г. Карл V пристига в Трапани, след като завладява Тунис. Градът вече се е наложил толкова много в геополитическата шахматна дъска на времето, че заслужава прозвището „Ключът към кралството“ от самия Карл V. По време на престоя си в Трапани той се заклева да запази привилегиите на града, включително тази, чрез която Градският сенат може да присъжда степени по медицина, физика, теология, математика, изящни изкуства и право. През 1589 г. Трапани от проста земя става Цивитас.
През XVII век Трапани преживява период на упадък главно поради въстанията поради глад като тези през 1647 г. и 1670-1673 г., и поради чумата през 1624 г. През XVIII век се наблюдава значително увеличение на населението му от около 16 000 на 25 000 жители.

### От Бурбоните до фашизма
След кратките савойско (1713 г.) и австрийско (1720 г.) владение през втората половина на XVIII век стартира господството на Бурбоните, което продължава до 1860 г. През 1756 г. на каменоделци от Трапани е възложена задачата да изградят стълбите на кралското стълбище на Кралския дворец в Казерта. Бурбоните продължават с възстановяването на някои части от града и с градското му развитие. През този период жителите на Трапани се посвещават на търговията и производството на сол и риба тон. Трапани участва активно в бунтовете от 1848-1849 г., които са кърваво потушени. През 1861 г. Трапани се обявява с референдум за част от Кралство Италия.
След Първата световна война (по време на която Трапани дава около 700 жертви) градът преживя период на развитие: индустриите, свързани със солниците, капаните за риба тон, виното и зехтинът правят Трапани особено динамичен град не само от икономическа, но и от културна гледна точка. През 1924 г. Бенито Мусолини, след посещение в града, решава да изпрати префекта Чезаре Мори в Трапани, който след малко повече от година е преместен в Палермо с извънредни правомощия за потушаване на Коза Ностра. 
По време на Втората световна война Трапани се използва като пристанище и база за подводници от първостепенно значение, и с местните летища Мило и Чинизия се превръща в точка за връзка с доставките за войските на Оста в Северна Африка. Претърпява тежки бомбардировки: бомбардиран е от французите на 22 юни 1940 г., от Кралските военновъздушни сили на 10 ноември 1941 г. и на 31 май 1942 г., след което претърпява 27 бомбардировки от англо-американците от януари до юли 1943 г., с последвалото унищожение на целия исторически квартал Сан Пиетро. Според оценка на строителните инженери бомбардировките засягат площ на разрушения от около 94 000 квадратни метра. Унищожени са около 300 000 помещения, което се равнява на 50% от града. Унищожени са църкви и паметници, включително църквата Сан Пиетро и театърът Гарибалди. Цивилните жертви, според данни на Istat, през трите години на война са 1123 (въпреки че Дворецът Квиринал говори за около 6000). Около 70% от населението на Трапани е изселено в провинцията по време на военните години. Въздушните нападения, които опустошават града, го поставят на 9-то място сред най-бомбардираните италиански провинциални столици. На 22 юли 1943 г. съюзническите войски на ген. Джордж Патън пристигат на площада на Трапани, намирайки един изстрадал град. 

### Съвременна епоха
На референдума от 1946 г. провинция Трапани, единствената в Сицилия, гласува с мнозинство за републиката. Палермо, напротив, дава вота си за монархията. Между 1950 и 1965 г. има бавно възстановяване на промишлените и търговски дейности, но градът никога не се възстановява напълно от кризата в непосредствения следвоенен период, попадайки анонимно обратно в третичния сектор и в дейностите, свързани с неговата политическа и административна роля като столица на провинция. Силните земетресения в долината Беличе (Западна Сицилия) на 14 и 15 януари 1968 г. също причиняват жертви в Трапани. Други смъртни случаи са от наводненията от 1965 г. и от 5 ноември 1976 г.
През 90-те г. на XX век градът се предлага с по-голяма убеденост, отколкото в миналото, като дестинация от туристически, исторически, културен и спортен интерес чрез планове за преустройство на историческия център, изграждане на нова градска инфраструктура, увеличаване на местата за настаняване, хранене и развлечения, с по-голямо внимание към валоризацията на огромното му историческо, архитектурно и натуралистично наследство.
През последните години градът придобива международно значение със събития от несъмнено културно значение, като изложбите на Караваджо, Леонардо да Винчи и откритото разпятие на Микеланджело, както и спортни събития като някои от етапите на Купа „Луи Вюитон“ – морско състезание, свързано с Купата на Америка и едно от най-известните и престижни състезания по ветроходство.

## Символи
Гербът на Община Трапани (Stemma di Trapani) е даден с указ на Премиера от 11 август 1928 г.:  на червен фон има мост от три арки, последната непълна, поддържащ пет кули, втората от които по-висока, целите от златисто с черен контур, разположени над развълнувано море в светлосиньо и сребристо и увенчани от златист сърп, поставен в лента, с дръжката надясно и с върха към върха на щита. Петте кули представляват първите пет кули, защитавали ядрото на града: Кула „Пали“, сега изчезнала, Старата кула, Кула „Порта Оскура“, Кулата на Земния замък и Кула „Пелиаде“ или Морски замък, наричан още Коломбая. Сърпът, който е над кулите, веднага напомня формата на сърп на полуострова, на който се намира град Трапани (Drépanon на гръцки означава „сърп“). Мостът с трите арки представлява древните порти към града, докато според други интерпретации това е древният акведукт, свързвал центъра на града с селските извори по участъка от пътя, който днес носи името ул. „Арки“.

## Паметници и забележителности

### Религиозна архитектура
- Църква на Йезуитския колеж (Chiesa del collegio dei Gesuiti) – комплексът, състоящ се от колеж и манастир, проектиран отархитекта от Месина Натале Мазучо, е пример за Сицилиански барок. Йезуитският колеж от XIX век е дом на Държавна гимназия-лицей „Леонардо Ксименес“ (класически лицей).
- Базилика-светилище на Пресвета Мария Анунциата (Basilica santuario di Maria Santissima Annunziata), известна като „Мадоната от Трапани“
- Църква „Св. Августин“ (Chiesa di Sant'Agostino) – построена през XIV век,  откроява се със своя розетен прозорец и е на малкия, но възхитителен площад Сатурн, украсен с фонтан от XIV век.
- Църква „Св. Мария Иисусова“ (Chiesa di Santa Maria di Gesù) – забележителен пример за романска архитектура, съхранява красивата остъклена теракота Мадона дели Анджели от Андреа дела Робия.
- Църква на Чистилището (Chiesa del Purgatorio) – съхранява двадесетте свещени дървени групи на Мистериите на Трапани.
- Катедрала „Св. Лаврентий“ (Cattedrale di San Lorenzo): отличава се с оригинална барокова фасада от XVIII век, съставена от арки. Вътре има картина, изобразяваща Разпятие, приписвана на Антонис ван Дайк. Тя е малка базилика.[17]
- Църква „Пресвета Мария от Итрия“ (Chiesa di Maria SS. dell'Itria): друг забележителен пример за Сицилиански барок;  обикновено се нарича Света Рита, защото светицата от Каша и мощите на преподобния Фра Санто ди Сан Доменико са почитани там.
- Колегиална църква „Св. Апостол Петър“ (Collegiata di San Pietro Apostolo): дава името на най-стария квартал на града и се намира на място, където вероятно са били извършвани предхристиянски култове в чест на Сатурн. Забележителна е със своя великолепен орган, построен от Франческо Ла Граса през 1837 г.[18] и съставен от 4000 тръби. Тя е малка базилика.[19]
- Църква на Новото абатство (Chiesa della Badìa Nuova), на елегантната ул. „Гарибалди“, малка, но много ценна барокова църква
- Църква „Св. Алберт“ (Chiesa di Sant'Alberto), на ул. „Гарибалди“, барокова и с един кръгъл неф, затворена за богослужения, домакин на изложби на съвременно изкуство.
- Протобазилика на Св. Николай (Protobasilica di San Niccolò) - на ул. „Бароне Сиери Пеполи“. Тя е малка базилика.[19]
- Църква „Св. Доминик“ (Chiesa di San Domenico) – съхранява дървено разпятие от XIV век, за което се казва, че е чудотворно.
- Specus Corallii, реставрация от 2016 г. на Ораторий „Зала Лаурентина“, поръчана от катедралата Сан Лоренцо и проектирана от архитект Антонино Кардило.[20]

- Църква на Йезуитския колеж
- Базилика-светилище на Пресвета Мария Анунциата
- Църква „Св. Августин“
- Църква на Чистилището
- Катедрала „Св. Лаврентий“
- Църква „Пресвета Мария от Итрия“
- Колегиална църква „Св. Апостол Петър“
- Църква на Новото абатство
- Църква „Св. Алберт“
- Църква „Св. Доминик“

### Градска архитектура
- Къщичка на палмите (Casina delle Palme) – малка сграда от 1922 г. в стил Ар нуво с прилежаща градина, в района на пристанището
- Лазарет на Трапани (Lazzaretto di Trapani) – построен през XIX век
- Палат „Бурджо на бароните Ксиринда“ (Palazzo Burgio dei Baroni di Xirinda) – резиденция от XVI век на ул. „Гарибалди“; централа на Банката на Сицилия от 1908 г. след модулна реставрация от архитекта от Палермо Франческо Паоло Палацото, който създава неоготическата фасада.[21]
- Палат „Николо Бурджо“ (Palazzo Nicolò Burgio) – на ул. „Сете долори“. Разполага с три ценни двуъгови оживални прозореца и един двудъгов прозорец на първия етаж, и следи от портал в стил Киарамонте. Това са останки от дома в Трапани на сем. Киарамонте.[22]
- Палат „Каварета“ (Palazzo Cavarretta) – от XV – XVII век, с разкошна барокова фасада, древен Сенаторски палат (Palazzo Senatorio), а днес седалище на Общинския съвет
- Палат „Д'Али“ (Palazzo D'Alì) – построен през 1904 г., седалище на кметството, на пл. „Виторио Венето“
- Палат „Анибале Фардела“ (Palazzo Annibale Fardella), от XVIII век, на ул. „Гарибалди“, седалище на Управлението за културно наследство
- Палат „Фардела, барони на Мокарта“ (Palazzo Fardella Baroni di Mokarta), на пл. „Матеоти“, зад катедралата.
- Палат „Алесандро Феро“ (Palazzo Alessandro Ferro), на бул. „Виторио Емануеле“, от XVIII век, характеризиращ се с часовника в центъра на фасадата и с балконите, в чиито тимпани има медальони, изобразяващи бюстове на известни личности от семейство Феро.
- Палат „Берардо Феро“ (Palazzo Berardo Ferro), на ул. „Виторио Емануеле“, построен през XVIII век в къснобароков стил
- Палат „Джудека“ (Palazzo della Giudecca) – от 16 век, в стил Plateresque, в древния еврейски квартал Джудека (Jurèca)
- Сграда на бившия Гранд хотел (Palazzo ex Grand Hotel, по-късно Circolo della Concordia) – построен през 1885 г. на пл. „Гарибалди“
- Епископски палат (Palazzo Vescovile), съставен от два двореца от XVIII век, този на Принца на Пандолфина и този на семейство Ломбардо.
- Палат „Лукатели“ (Palazzo Lucatelli) – от 1455 г., седалище на болницата на Компания „Сант Антонио“, която през 1628 г. наследява собствеността на патриция Лазаро Лукатели
- Палат „Малато“ (Palazzo Malato) – в неокласически стил,  на ул. „Тореарса“.
- Палат „Манцо“ (Palazzo Manzo, бивш Pucci) – в къснобароков стил, в него се ражда министър Нунцио Нази.
- Палат „Епифанио Марини“ (Palazzo Epifanio Marini) – неокласически, на ул. „Виторио Емануеле“
- Палат „Мило, барони на Салина“ (Palazzo Milo Baroni della Salina, сега Pappalardo) – от края на XVII век, на ул. „Гарибалди“
- Палат „Мило“ (Palazzo Milo) – на ул. „Арджентиери“
- Палат „Нобили“ (Palazzo Nobili) – от XVI век, ренесансов, на ул. „Франческо ди Паола“
- Палат „Платамоне“ (Palazzo Platamone) – на ул. (viale) „Реджина Маргерита“
- Пощенска палата (Palazzo delle Poste) – изцяло в стил Ар нуво, проектиран от архитекта Франческо Ла Граса и завършен през 1927 г.
- Палат „Ричо ди Морана“ (Palazzo Riccio di Morana) – благороднически дворец от XVIII век в неокласически стил, седалище на президентството на провинция Трапани, на ул. „Гарибалди“
- Палат „Ричо ди Сан Джоакино“ (Palazzo Riccio di San Gioacchino) - между ул. „Турета“ и бул. „Виторио Емануеле“. Построен през 15 век, през 16 век е преобразуван от бароните Рицо от клона Аркодачи и Сан Джоакино. Порталът е в каталонски стил. Палатът променя вида си през XVII век, което е видимо във важния бароков балкон на входа, и през 18 век. Днес е седалище на Научния лицей "Винченцо Фардела"[23]
- Палат „Сансеверино на принцовете на Бризиняно“ (Palazzo Sanseverino dei Principi di Brisignano) – на ул. „Либертà“,  от XVII век, реставриран през 1727 г. от архитекта Джовани Биаджо Амико. Вицекралят на Сицилия живее в двореца по време на посещенията си в Трапани.
- Палат „Саура“ (Palazzo Saura) – от XVIII век, на ул. „Гарибалди“
- Палат „Сиери Пеполи“ (Palazzo Sieri Pepoli) – между ул. „Карека“ и ул. „Барон Сиери Пеопили“. През 1535 г. император Карл V остава там почти две седмици, завръщайки се от кампанията в Тунис
- Палат „Барон Стабиле“ (Palazzo Barone Stabile, бивш Baron Domingo Morello) – от XVII век, на ул. „Барон Сиери Пеполи“
- Палат „Стаити, барони на Киуза“ (Palazzo Staiti, Baroni della Chiusa) – от XVIII век, на ул. „Гарибалди“
- Палат „Тодаро, барони на Галия“ (Palazzo Todaro, Baroni di Galia) – от XVII век, на ул. Сан Франческо ди Паоло“
- Палат „Викария“ (Palazzo della Vicaria) – на ул. „Сан Франческо д'Асизи“, построен от нулата през 1830 г. от йезуитите, седалище на затворите от 1655 г. до XIX век, характеризира се с четирите теламони от орнаментиран туф на фасадата
- Палат на барон Джардино (Palazzo del Barone Giardino) – от XVIII век
- Палат на Правителството на Трапани (Palazzo del Governo) – на пл. „Виторио Венето“, седалище на Общината и Префектурата
- Порта „Ботагеле“ (Porta Botteghelle) – построена през XIII век и се отваря към плажа Мура Трамонтана
- Порта „Осуна“ или „Серисо“ (Porta Ossuna или Serisso), която вече не съществува, се е намирала от другата страна на Порта „Ботагеле“. Ключовият камък със съответния надпис се съхранява в Музея „Пеполи“ в града.
- Тъмна порта (Porta Oscura) - часовникова кула, най-старата порта на града, в непосредствена близост до Палат „Каварета“, вероятно вече съществува по времето на картагенците. През вековете претърпява няколко промени. Кулата от XIII век поддържа астрономически часовник от  1596 г.
- Вила „Нази“ (Villino Nasi) – в района на рибарското пристанище, пред което се намира островчето, на което се намира Замъй „Коломбая“.

- Лазарет на Трапани
- Палат „Бурджо на бароните Ксиринда“
- Палат „Каварета“ (Сенаторски палат)
- Палат „Д'Али“ (Кметство)
- Балкон на Палат „Ричо ди Сан Джоакино“
- Кулата на Палат „Джудека“
- Палат „Лукатели“
- Палат „Епифанио Марини“
- Палат „Мило, барони на Салина“
- Пощенска палата
- Палат „Ричо ди Морана“
- Палат „Алесандро Феро“
- Палат „Берардо Феро“
- Сграда на бившия Гранд хотел
- Балкон на Епископския дворец
- Палат „Сансеверино на принцовете на Бризиняно“
- Палат „Викария“
- Балкон на Палата на барон Джардино
- Палата на Правителството на Трапани
- Вила „Нази“

### Военна архитектура
- Кула „Лини“ (Torre di Ligny или Turrignì) – построена през 1671 г. по заповед на вицекраля дон Клаудио Ла Моралдо, принц на Лини. Вътре днес има Музей на праисторията.
- Замък „Колoмбая“ (Castello della Colombaia или 'a Culummàra) или Морски замък (Castello di Mare) – средновековна крепост с много древен произход, разположена на малък остров в западния край на пристанището на Трапани. Първото строителство по военни причини всъщност се приписва от историка Диодор Сикул около 260 г. пр. н. е. на Хамилкар Барка по време на Първата пуническа война. Един от най-добрите примери за военна архитектура в Сицилия.
- Земен замък (Castello di Terra) – укрепление, датиращо от епохата на Картаген, отбранителната крепост на града от векове. Частично разрушен, за да се построи новото полицейско управление. Руините се виждат ясно от алеята на Данте Алигиери.
- Бастионът на невъзможното (Bastione dell'Impossibile) – от XVI век, разположен в югоизточния ъгъл на древните градски стени, наречен така заради калната земя, върху която е изглеждало невъзможно да бъде построен.
- Бастион „Св. Ана“ или Имперски (Bastione Sant'Anna o dell'Imperiale) – от XVI век, видим от Алеята на сирените (Viale delle Sirene).
- Бастион „Конка“ (Bastione Conca) – от 16 век, достъпен от крайбрежната алея Мура Трамонтана.

- Кула „Лини“
- Замък „Коломбая“ (Морски замък)
- Земен замък

### Паметници и скулптури
- Паметник на Джузепе Гарибалди на едноименния площад, построен през 1890 г. от Леонардо Кроче
- Паметник на Виктор Емануил II на едноименния площад, построен през 1882 г. от сиенеца Джовани Дюпре.
- Фонтана на тритона (Fontana del Tritone), построена през 1890 г. на пл. „Виторио Емануеле“. В центъра на фонтана е бронзовият паметник, създаден през 1951 г. от майстора от Трапани Доменико Ли Мули.
- Чешма на Сатурн (Fontana di Saturno), построен през 1342 г. от Сената на Трапани, за да отпразнува откриването на акведукта, намира се на едноименния площад

- Статуя на Мадоната от Трапани (Statua della Madonna di Trapani) – мраморна статуя, изобразяваща Мадоната с Младенеца, приписвана на Нино Пизано. Намира се в базиликата-светилище „Мария Сантисима Анунциата“
- Статуя на Св. Алберто на абатите (Statua di Sant'Alberto degli Abati) – статуя-реликварий от сребро, дело на майстора на сребро Винченцо Бонаюто, съхранявана в базиликата-светилище „Мария Сантисима Анунциата“

- Паметник на Джузепе Гарибалди
- Паметник на Виктор Емануил II,
- Фонтана на тритона
- Чешма на Сатурн
- Статуя на Мадоната от Трапани

### Площади
- Пиаца „Гарибалди“, където има статуя, посветена на известния герой (Джузепе Гарибалди) на италианското Рисорджименто
- Пиаца „Виторио Емануеле“, където се намират паметникът на Виктор Емануил II и Фонтанът на Тритон
- Пиаца „Меркато дел Пеше“ (Piazza Mercato del Pesce, или ' a Chiazza) – в миналото се е използвал за продажба на дребно на риба; в центъра на площада има фонтан, изобразяващ Венера Анадиомена.
- Пиаца „Виторио Венето“ –  пред Палата на Префектурата, там се намира Военният мемориал, създаден от скулптора Антонио Уго.
- Пиаца „Дженерале Шио“ –  в сърцето на старата част на града, пред т. нар. Casa del Mutilato. Той действа и като крайна спирка за градските автобусни линии, които минават през историческия център.
- Пиаца „Принцеса Йоланда Савойска“ (Piazza princ.ssa Jolanda di Savoia) – построен през 1873 г., със статуята на Гаспаре Д'Урсо, поставена там през 1910 г.
- Пиаца „Лукатели“ – в историческия център, с изглед към едноименната сграда (бивша градска болница), с характерен фонтан.
- Пиаца „Мартири д'Унгерия – скорошното му преустройство включва както архитектурни, така и градски аспекти [24]: всъщност това е важен пътен възел, където се събират ул. „Фардела“, ул. „Агостино Пеполи“, ул. „Орти“ и бул. „Пиерсанти Матарела“. Някога, както се вижда от сицилианското име на площада („ u Daziu), той е бил входната врата към града, на която всички транзитни стоки е трябвало да спират, за да платят мита.

- Пл. „Гарибалди“
- Пл. „Меркато дел Пеше“

### Паркове
- Вила „Маргерита“, разширена за цял квартал от 21 000 m², най-големият обществен парк в града
- Вила „Пеполи“ пред Регионалния музей „Агостино Пеполи“
- Вила Комунале на Viale Marche в квартал Сант'Аберто (бивш Rione Palme)

### Солници
Солниците на Трапани са все още действащи, с ценни доказателства за индустриална археология. Те произвеждат морска сол. Намират в района на природния резерват „Солници на Трапани и Пачеко“ (Riserva naturale orientata Saline di Trapani e Paceco), управляван от Световния фонд за природата, характеризиращ се със забележителна флора и фауна. Благодарение на опазването, гарантирано от резервата, активността на солниците и производството на сол се увеличават, като същевременно благоприятстват завръщането и размножаването на десетки видове прелетни птици, включително розовото фламинго.

### Друго
- Стени Трамонтана (Mura di Tramontana): крайбрежната алея, северно от историческия център, представлява една от най-емоционалните гледки на града. Стените, които са част от периметъра на укреплението на древния град, включват няколко бастиона и са издигнати по време на испанското господство през XVI век. Дълги около километър, те се простират от пл. „Меркато дел Пеше“ до бастион Конка; до тях може да се стигне и по стълбите по пътя, на ул. „Лонбардо“ и на ул. „Ботегеле“.
- Плажове: плажът под стените на Трамонтана е възстановен, достъпен от историческия център от Порта Ботагеле и от новото стълбище на стените. Системата от плажове в града е завършена с дългия пясъчен бряг, който от пл. „Меркато дел Пеше“ достига до границите на района на Ериче, като по този начин продължава с плажа „Сан Джулиано“. Министерството на околната среда финансира изграждането на бариерите, което ще доведе до по-голяма широчина и използваемост.[25] Южно от градския център, на около 12 км се намира плажът Лидо Марауза, който гледа към архипелага Егади.
- Римски кораб на Марауза: през лятото на 1999 г. е открит почти непокътнат римски кораб със значителни размери, датиращ от 3 век сл.н.е. Останките, които са се намирали на дълбочина около 2 метра, са извадени и се извършва реставрация за последващото им музейно изложение.[26]
- Алея на сирените (Viale delle Sirene): намира се близо до Кула „Лини“ и придобива истинска адаптация на „тераса с изглед към морето“. Районът е ограничен за движение.

## Спорт
Най-важният футболен клуб на града е Трапани. Основан на 2 април 1905 г., той е третият най-стар футболен клуб в Сицилия след Палермо и Месина. Играе  на Провинциалния полиспортен стадион. Клубът, който играе основно в първенствата на Серия C, получава историческа промоция в Серия Б (след като го пропуска на косъм няколко пъти под президентството на Баси в различни първенства от трите серии между края на 50-те и началото на 60-те години, на Булгарела в шампионата 1994/1995 и на Мораче в шампионата 2011/2012) през спортната 2012/2013 г. В Серия B те са близо до промоция в Серия А в плейофите за директен достъп до шампионата 2016/2017 в сезон 2015/2016, завършвайки трети (абсолютен рекорд) и губейки финала срещу Пескара. През този сезон Трапани записва рекорд за последователни победи в шампионата за кадети (8) – рекорд, който все още държи заедно с Ювентус през 2006/2007 и Верона през 2011/2012.
Най-важният баскетболен клуб в града е Палаканестро Трапани SC, известен преди като Basket Trapani. През спортната 2010/2011 година той се класира на първо място в групата и получава промоция в Лега 2 срещу Остуни: едновременното популяризиране на най-добрите изражения на града във футбола и баскетбола е историческо постижение, невиждано досега. Единственият трофей във витрината на клуба е Зимната купа, спечелена на 9 март 2008 г. с победа над Сиена с 89-70. Между края на 80-те и началото на 90-те г. баскетболната традиция на града се консолидира благодарение на успехите на Палаканестро Трапани, който години наред играе в първенствата на А2 до промоцията му в А1.
Най-важният волейболен клуб е Палаволо Трапани, основан през 1999 г. и играещ в Серия B2. На 20 април 2013 г. той печели историческата промоция до B1.
През годините градът консолидира организирането на важни пешеходни състезания. Сред най-известните са:
- Volata Napola-Mokarta (10 000 метра), сега в своето 16-то издание, на което присъстват най-известните международни бегачи;
- Sale&Saline, също в своето 16-то издание, вие се по 10 000-метров градски маршрут;
- Сицилия през...100 км, пешеходно състезание, което следва крайбрежния маршрут, който свързва столиците Трапани и Палермо;
- Vivicittà - Трапани, има 29 издания, които се провеждат едновременно с най-важните италиански градове; градския маршрут от 12 km се вие по главната градска алея – ул. „Фардела“.

Състезанието по триатлон Trapaniman 113 km е конфигурирано като състезание Half Айрънмен и включва 1.9 км плуване, 90 км колоездене и полумаратон (21,1 км).

## Личности
В края на XVI век в Трапани живее за по-дълго време Мигел де Сервантес и пише за вятърните мелници на солниците от Трапани в „Дон Кихот“.

## Побратимени градове
- Кюстенджа, Румъния
- Ле Сабл д'Олон, Франция
- Еперне Франция
- Уинипег, Канада
- Рокфор ле Пен, Франция (от 2014 г.)
- Вюрзелен, Германия (от 2017 г.)